# Basilia tenuispina
Basilia tenuispina är en tvåvingeart som beskrevs av Oskar Theodor 1957. Basilia tenuispina ingår i släktet Basilia och familjen lusflugor.
Artens utbredningsområde är Kongo. Inga underarter finns listade i Catalogue of Life.